# Dapitan
Dapitan es una ciudad en la provincia de Zamboanga del Norte en Filipinas. Conforme al censo de 2000, tiene 68,178 habitantes. La ciudad tiene significancia histórica siendo el lugar adonde exiliaron las autoridades españolas a José Rizal antes de su ejecución el 30 de diciembre de 1896 en Manila. Hoy se observa este día como el Día de Rizal.

## Idiomas
El cebuano es el idioma principal de la ciudad. También se habla filipino. El inglés se habla por los educados.

## Barangayes
Dapitan se divide administrativamente en 50 barangayes.
- Aliguay
- Antipolo
- Aseniero
- Ba-ao
- Bagting (Población)
- Banbanan
- Banonong (Población)
- Barcelona
- Baylimango
- Burgos
- Canlucani
- Carang
- Cawa-cawa (Población)
- Dampalan
- Daro
- Dawo (Población)
- Diwa-an
- Guimputlán
- Hilltop
- Ilaya
- Kauswagan
- Larayan
- Linabo (Población)
- Liyang
- María Cristina
- María Uray
- Masidlakon
- Matagobtob Población
- Napo
- Opao
- Oro
- Owaon
- Oyan
- Polo
- Potol (Pob.)
- Potungan
- San Francisco
- San Nicolás
- San Pedro
- San Vicente
- Santa Cruz (Población)
- Santo Niño
- Sicayab Bocana
- Sigayan
- Silinog
- Sinonoc
- Sulangon
- Tag-olo
- Taguilon
- Tamion

## Comandancia político-militar de Dapitán
A finales del siglo XIX  era sede de la Comandancia político-militar de Dapitán en el Distrito 2º de Misamis, uno de los siete distritos o provincias en los que a principios del siglo XX se hallaba dividida la isla de Mindanao, perteneciente a la Capitanía General de Filipinas (1521–1899).
La capital era Cagayán de Misamis. 
Según Novales la comandancia tenía una extensión de 1,056 km² vontando con una población de  16,719 hab., distribuidos en 4 pueblos y varias rancherías.
El distrito comprendía parte del Norte de la isla de Mindanao, las islas Camiguín, Silina y varios islotes.
Las principales poblaciones son Dapitan (7,034 hab.), cabecera; Lubungan y Dipolog (9,724).

"...Del distrito de Misamis depende la comandancia de Dapitan, que confina al N. con el mar de Bisayas, al E. con Misamis, al S. con Zamboanga y al O. con el mismo mar de Bisayas.

"...Su superficie es de 1,056 km cuadrados aproximadamente...."

"Sus pueblos son: Dapitan de 7,627 habitantes, que es la cabecera, con sus visitas de La Conquista, Barcelona, Dampolan, Haya y Libay;..." 
 
"...Dipólog de 5,090, con las visitas de Polanco y Sianib;..."

"... Lubungan de 4,556, con las visitas de Dohinop, Langatían, Manocan, Matan, Miatan, Labao, Toocan y Siris.."
128 COROGRAFÍA.

### Gobierno, administración civil y eclesiástica
El gobierno está á cargo de un comandante Político Militar con atribuciones judiciales y económicas, siendo asesorado en las primeras por el promotor fiscal de Misamis. 
La administración espiritual está á cargo de los padres de la Compañía de Jesús.